# Corso d'Italia (Rome)
Le Corso d'Italia est une rue de Rome, qui longe le mur d'Aurélien. La voie part de la Porta Pinciana et se termine dans le quartier de la Porta Pia, où la route le long des murs se poursuit sous le nom de viale del Policlinico.

## Historique
Le premier noyau de la rue a été fondé dans les années suivant l'annexion de Rome au royaume d'Italie (20 septembre 1870). 
Le type de construction adoptée a été de faire des palais sur la partie gauche, laissant les villas sur le côté droit de la via Nomentana.
D'autres bâtiments ont été construits le long du Corso d'Italia dans le nouveau quartier Pinciano au XXe siècle.
Parmi ceux-là, La Rinascente, conçu par Franco Albini en 1957.
Le Corso d'Italia s'étend entre les deux quartiers Pinciano (jusqu'à Piazza Fiume) et Salario (à partir de là jusqu'à la Porta Pia). Plusieurs portes du mur d'Aurélien s'ouvrent le long du cours. Vers la Porta Pinciana, se trouve le siège national de la Confédération générale italienne du travail (CGIL). L'association portant ce nom est devenu si attachée à la rue que, dans le discours journalistique, par métonymie, le Corso d'Italia indique le secrétariat général de l'union,).
Plus loin, sur la piazza Fiume, on voit le palais de la Rinascente, seul grand magasin de Rome. Près de la Porta Pia se trouvent le cinéma Europe et, en face le mémorial de la Brèche à travers laquelle les bersagliers sont entrés à Rome en 1870.

## Galerie

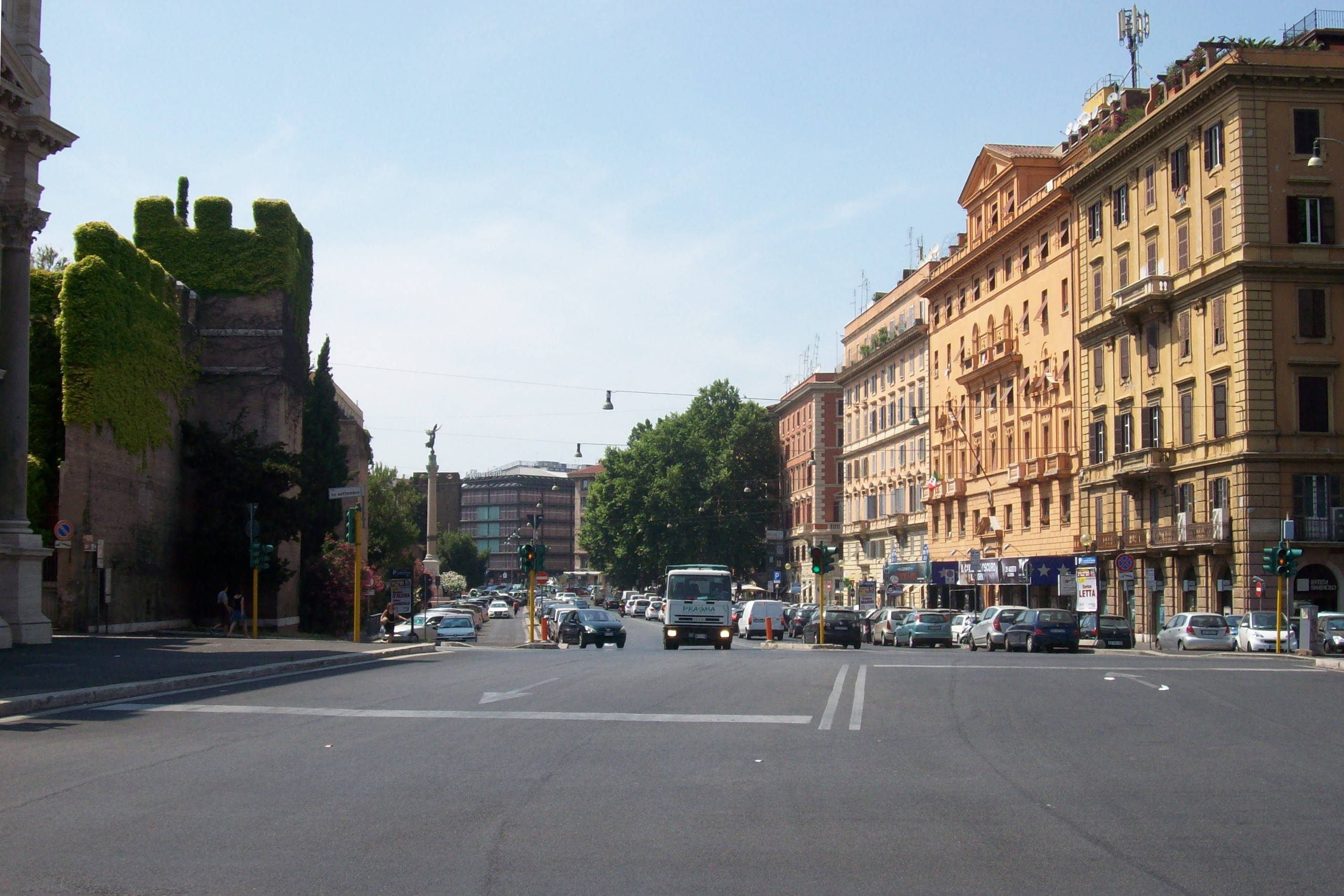
Grand magasin La Rinascente